# 藝術殿堂
藝術殿堂（：／），是位於大韓民國首爾瑞草區的一座綜合文化中心。
藝術殿堂總面積為12,0350平方米，它由多個不同的建築物構成，分別展現不同的藝術形態。它於1984年開始建造，並在1993年開放所有的建築物。這給朝鮮文化與藝術的觀念帶來更佳的展現舞臺，並把朝鮮藝術帶到國際水平。它的主體包括歌劇院、音樂廳、漢江美術館、漢江設計博物館、首爾書藝博物館等室內場館，另外還有如圓形廣場、街頭聚會、朝鮮傳統園林、室外劇場等室外活動場地。
核心場館為歌劇院，其設計理念是基於韓國男性傳統帽子黑笠，在朝鮮時代戴在已通過科舉的男性頭上。

## 歌劇院

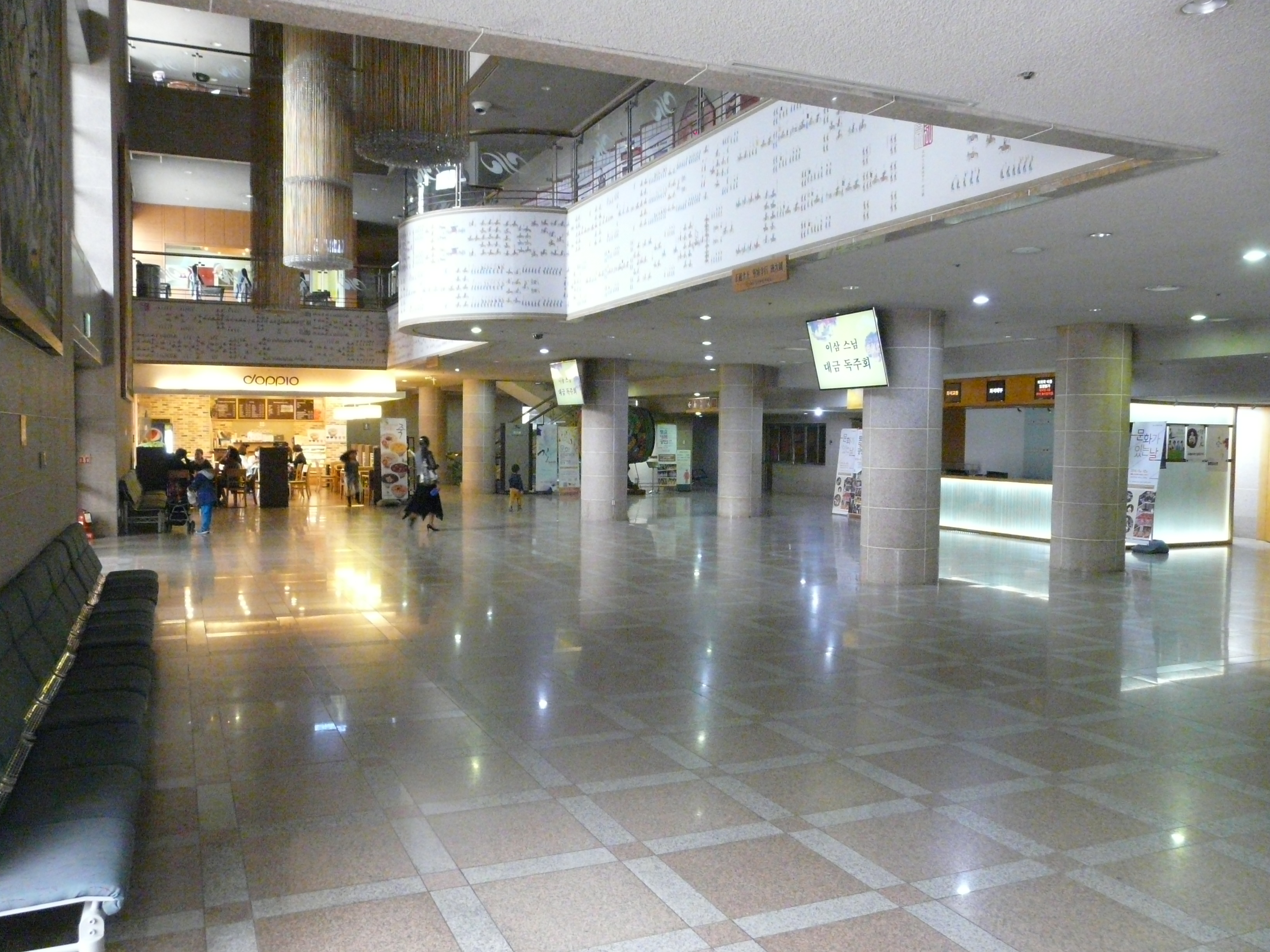
售票廳

### 歌劇院
歌劇院是藝術殿堂核心設施，其主要業務是各種芭蕾舞表演、韓國傳統戲劇、現代舞蹈和音樂劇，設有2283個座位，另外設有2個獨立的附屬建築物。歌劇院舞台設有30種不同的半自動帷幕，為工作人員及表演者提供最佳的環境。歌劇院也設有歌劇練習室、芭蕾舞團排演室，為演員及工作人員提供性能良好的排練設施。

### CJ吐月劇場
這個劇場的目的是專為原始和傳統的戲劇提供舞台，也供中小型舞蹈、音樂劇、歌劇、戲曲和布法歌劇表演用，設有1004個座位。它維持鏡框式舞台，可以讓多變化戲劇和傳統戲劇上演。它通常被稱為迷你劇院，能讓觀眾與演員進行較多的溝通。

### 自由小劇場
在這裡，製作人和編舞家可以通過改變場地設計來提升表現。它可以改變300至600個座位，取決於制作人的想法；它的舞臺也可以變換。

## 音樂廳

### 音樂廳
有許多已經獲得認可的世界最著名音樂家曾在音樂廳表演。它是一個地道的音樂廳，面積為9,569m²，設有2505個座位。在1988年啟用後，它一直是韓國藝人最喜歡表演的地方，並經常邀請海外藝術家前來表演。它沒有舞臺帷幕，能使觀眾和表演者完全互動。它設有合唱團席位，橫跨三個樓層，並設有包廂席位。

### IBK室內樂廳
IBK室內樂廳是為室內樂設計的專用演出場地，設有600個座位。

### 演奏廳
演奏廳設有354個座位，可供單獨演唱、室內樂表演、音樂創作和實驗。該廳專注於傳遞音樂和音響效果，而不是噪音和其他聲音。很多音樂家的首次亮相是在演奏廳表演。作為最前沿的地方，有許多活躍在該場地的新興音樂家或團體。

### 仁春藝術廳
仁春藝術廳是一個多用途小型場地，設有103個座位。

## 漢江美術館
漢江美術館坐落在藝術殿堂的東翼，於1990年開放，致力於成為一個有更多互動環境的美術館。它專注於現代美術，面積15,434平方米，第一層和第二層相連，可使大型美術作品沒有困難的展示。該館採用天然照明，以照亮展示作品。

## 漢江設計博物館
漢江設計博物館分為一號、二號畫廊、收集畫廊和研討室，它展示各種設計作品與許多創造性方面的設計題材。

## 首爾書藝博物館

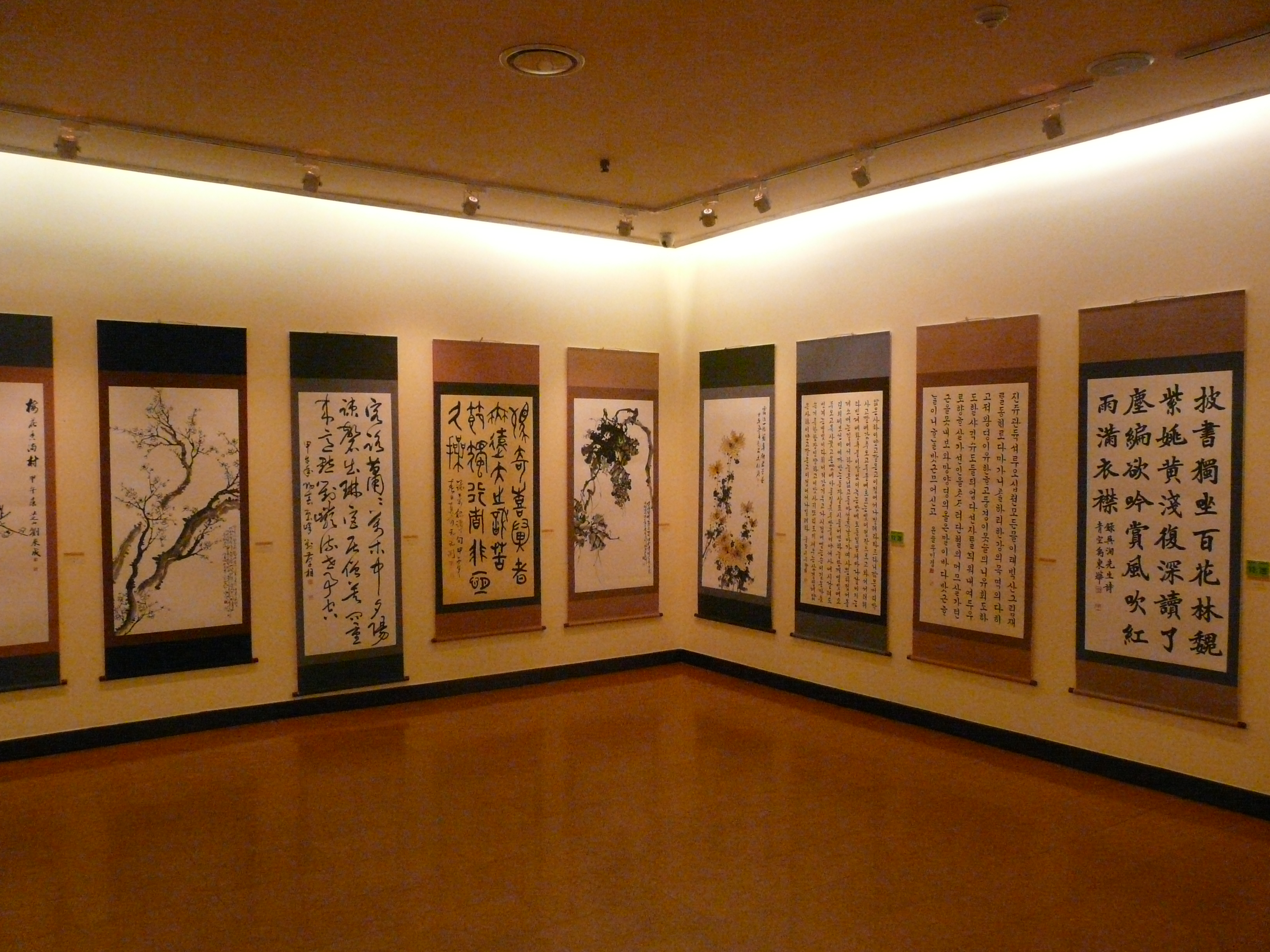
首爾書藝博物館

首爾書藝博物館完成於1988年，是世界上唯一一個展覽書法作品的大型場館。

## 室外場地

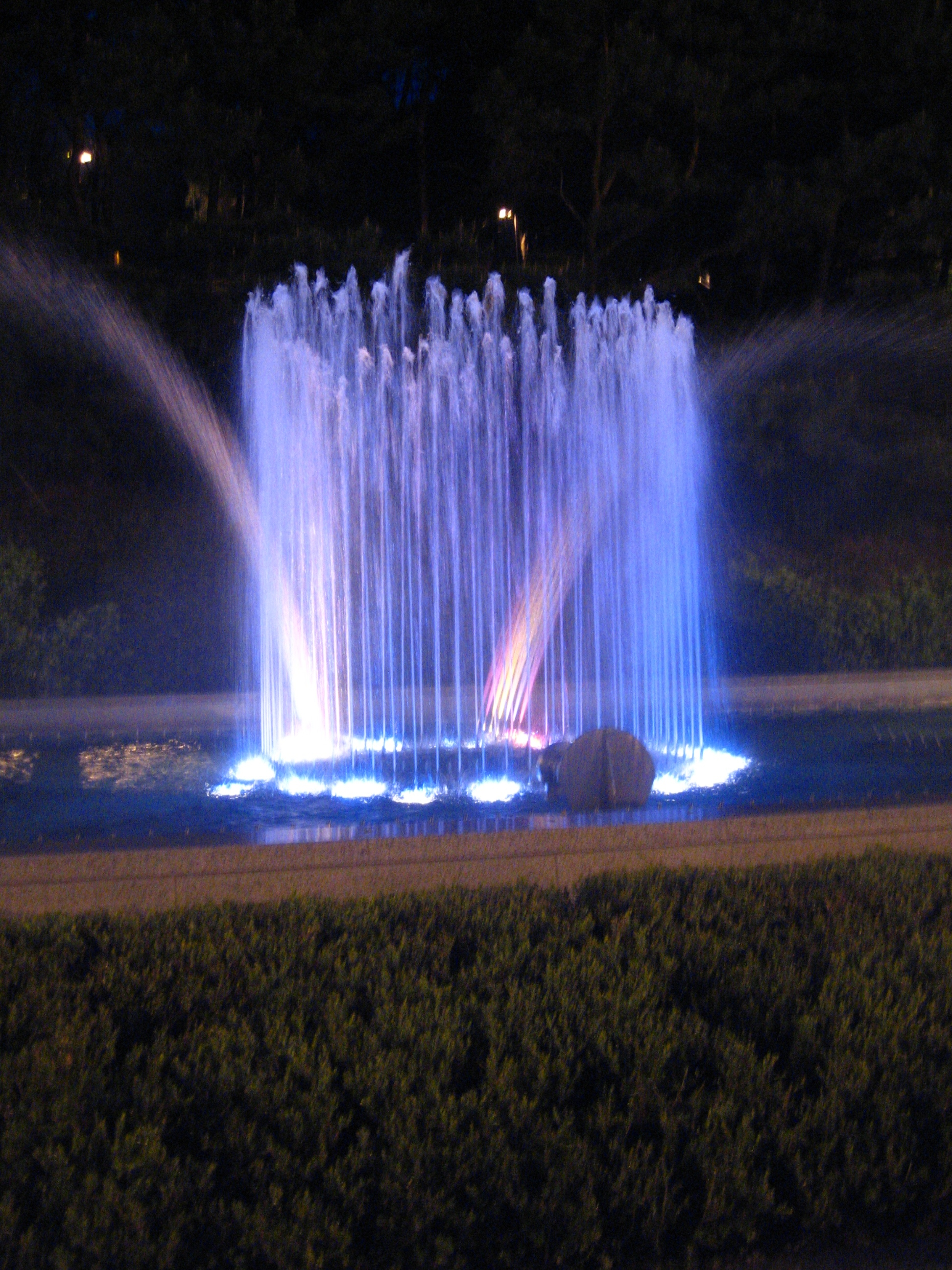
廣場噴泉

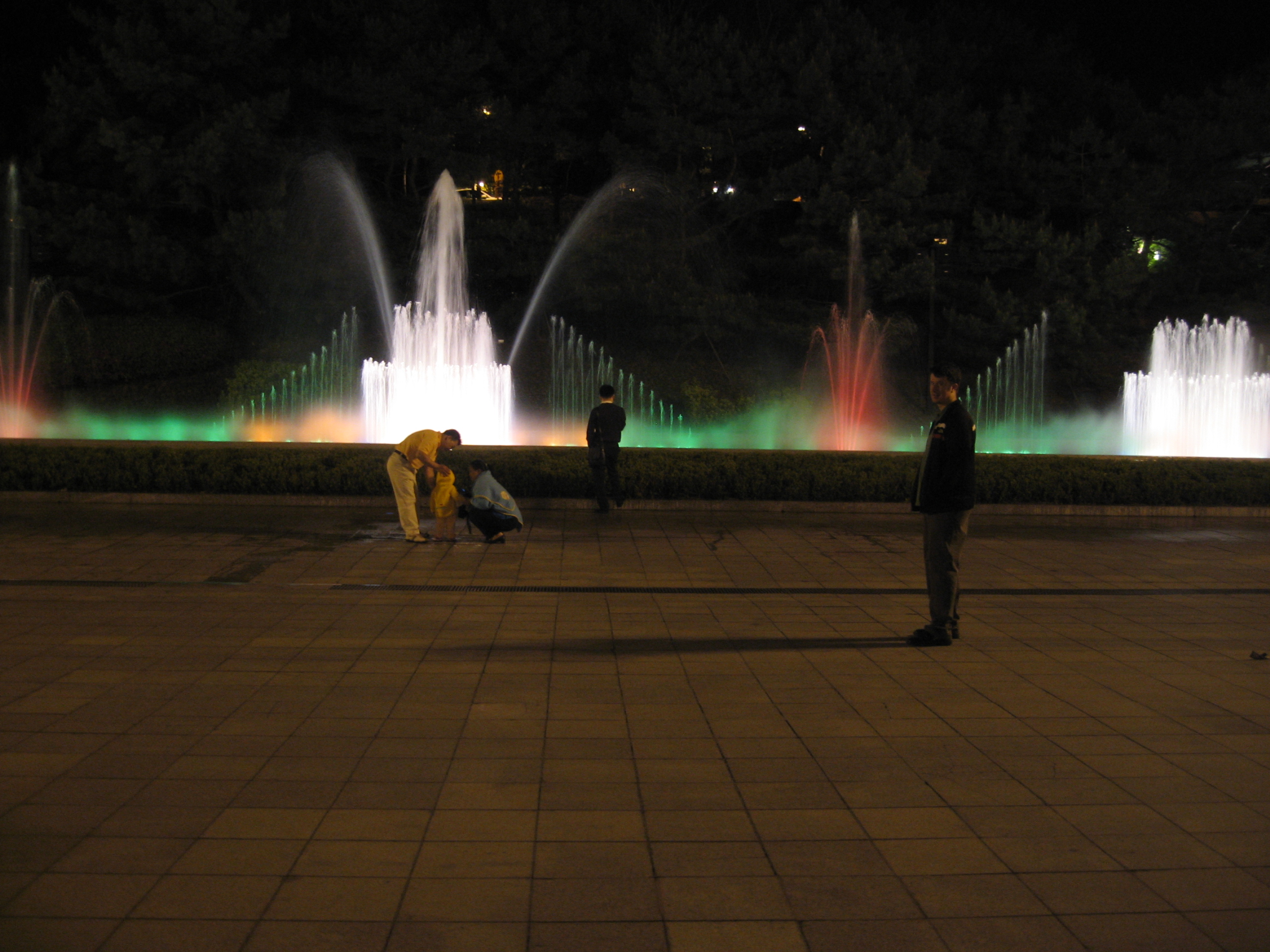
世界音樂噴泉

藝術殿堂的許多場地開放給民眾使用，許多人會到這裡晨跑。
- 圓形劇場：形狀類似傳統花盆。
- Umyunji：一個小池塘，有時表演朝鮮傳統曲藝盤所里。
- 音樂廣場：定期舉辦電影和音樂表演。
- 藝術廣場：雕塑家廣場和出風頭藝術品展示。
- 樓梯廣場：一個獨特的廣場。
- 世界音樂噴泉：坐落於歌劇院和音樂廳之間，尺寸為43×9米，是該國最大的噴泉。

## 外部連結
- 官方网站

]]